# Eleições legislativas portuguesas de 1980 no distrito de Viana do Castelo
| Eleições legislativas portuguesas de 1980 Distritos: Aveiro \| Beja \| Braga \| Bragança \| Castelo Branco \| Coimbra \| Évora \| Faro \| Guarda \| Leiria \| Lisboa \| Portalegre \| Porto \| Santarém \| Setúbal \| Viana do Castelo \| Vila Real \| Viseu \| Açores \| Madeira \| Estrangeiro |

## Resultados por Concelho
Os resultados nos concelhos do Distrito de Viana do Castelo foram os seguintes:

### Arcos de Valdevez
| Partido                 | Partido                         | Votos  | %               | +/-  |
| ----------------------- | ------------------------------- | ------ | --------------- | ---- |
|                         | Aliança Democrática             | 10 165 | 65,24 / 100,00  | 8,19 |
|                         | Frente Republicana e Socialista | 3 090  | 19,83 / 100,00  | 5,18 |
|                         | Aliança Povo Unido              | 763    | 4,90 / 100,00   | 0,97 |
|                         | POUS-PST                        | 283    | 1,82 / 100,00   | -    |
|                         | Outros                          | 684    | 4,38 / 100,00   |      |
| Votos Inválidos         | Votos Inválidos                 | 597    | 3,83 / 100,00   | 3,64 |
| Total                   | Total                           | 15 582 | 100,00 / 100,00 |      |
| Eleitorado/Participação | Eleitorado/Participação         | 21 559 | 72,28 / 100,00  | 6,37 |

### Caminha
| Partido                 | Partido                         | Votos  | %               | +/-  |
| ----------------------- | ------------------------------- | ------ | --------------- | ---- |
|                         | Aliança Democrática             | 4 325  | 44,07 / 100,00  | 3,69 |
|                         | Frente Republicana e Socialista | 3 577  | 36,45 / 100,00  | 2,31 |
|                         | Aliança Povo Unido              | 1 030  | 10,50 / 100,00  | 0,55 |
|                         | POUS-PST                        | 217    | 2,21 / 100,00   | -    |
|                         | Outros                          | 380    | 3,88 / 100,00   |      |
| Votos Inválidos         | Votos Inválidos                 | 284    | 2,89 / 100,00   | 1,36 |
| Total                   | Total                           | 9 813  | 100,00 / 100,00 |      |
| Eleitorado/Participação | Eleitorado/Participação         | 11 755 | 83,48 / 100,00  | 2,57 |

### Melgaço
| Partido                 | Partido                         | Votos  | %               | +/-  |
| ----------------------- | ------------------------------- | ------ | --------------- | ---- |
|                         | Aliança Democrática             | 4 065  | 56,00 / 100,00  | 4,62 |
|                         | Frente Republicana e Socialista | 2 226  | 30,67 / 100,00  | 4,35 |
|                         | Aliança Povo Unido              | 290    | 4,00 / 100,00   | 0,74 |
|                         | POUS-PST                        | 137    | 1,89 / 100,00   | -    |
|                         | Outros                          | 277    | 3,82 / 100,00   |      |
| Votos Inválidos         | Votos Inválidos                 | 264    | 3,64 / 100,00   | 1,06 |
| Total                   | Total                           | 7 259  | 100,00 / 100,00 |      |
| Eleitorado/Participação | Eleitorado/Participação         | 10 041 | 72,29 / 100,00  | 3,28 |

### Monção
| Partido                 | Partido                         | Votos  | %               | +/-  |
| ----------------------- | ------------------------------- | ------ | --------------- | ---- |
|                         | Aliança Democrática             | 8 787  | 65,33 / 100,00  | 6,49 |
|                         | Frente Republicana e Socialista | 2 986  | 22,20 / 100,00  | 4,58 |
|                         | Aliança Povo Unido              | 584    | 4,34 / 100,00   | 0,28 |
|                         | POUS-PST                        | 207    | 1,54 / 100,00   | -    |
|                         | Outros                          | 469    | 3,49 / 100,00   |      |
| Votos Inválidos         | Votos Inválidos                 | 417    | 2,80 / 100,00   | 2,34 |
| Total                   | Total                           | 13 450 | 100,00 / 100,00 |      |
| Eleitorado/Participação | Eleitorado/Participação         | 17 385 | 77,37 / 100,00  | 1,95 |

### Paredes de Coura
| Partido                 | Partido                         | Votos | %               | +/-     |
| ----------------------- | ------------------------------- | ----- | --------------- | ------- |
|                         | Aliança Democrática             | 3 028 | 50,94 / 100,00  | 8,53    |
|                         | Frente Republicana e Socialista | 1 719 | 28,92 / 100,00  | 8,81    |
|                         | Aliança Povo Unido              | 448   | 7,54 / 100,00   | 2,23    |
|                         | POUS-PST                        | 152   | 2,56 / 100,00   | -       |
|                         | Partido Trabalhista             | 92    | 1,55 / 100,00   | -       |
|                         | PDC-MIRN/PDP-FN                 | 62    | 1,04 / 100,00   | 1,10    |
|                         | OCMLP                           | 61    | 1,03 / 100,00   | Estável |
|                         | Outros                          | 127   | 2,13 / 100,00   |         |
| Votos Inválidos         | Votos Inválidos                 | 255   | 4,29 / 100,00   | 3,55    |
| Total                   | Total                           | 5 944 | 100,00 / 100,00 |         |
| Eleitorado/Participação | Eleitorado/Participação         | 8 156 | 72,88 / 100,00  | 3,84    |

### Ponte da Barca
| Partido                 | Partido                         | Votos | %               | +/-  |
| ----------------------- | ------------------------------- | ----- | --------------- | ---- |
|                         | Aliança Democrática             | 5 124 | 66,21 / 100,00  | 6,33 |
|                         | Frente Republicana e Socialista | 1 711 | 22,11 / 100,00  | 4,82 |
|                         | Aliança Povo Unido              | 317   | 4,10 / 100,00   | 0,92 |
|                         | POUS-PST                        | 115   | 1,49 / 100,00   | -    |
|                         | Outros                          | 227   | 2,94 / 100,00   |      |
| Votos Inválidos         | Votos Inválidos                 | 245   | 3,17 / 100,00   | 2,18 |
| Total                   | Total                           | 7 739 | 100,00 / 100,00 |      |
| Eleitorado/Participação | Eleitorado/Participação         | 9 554 | 81,00 / 100,00  | 3,40 |

### Ponte de Lima
| Partido                 | Partido                         | Votos  | %               | +/-  |
| ----------------------- | ------------------------------- | ------ | --------------- | ---- |
|                         | Aliança Democrática             | 18 319 | 74,15 / 100,00  | 3,37 |
|                         | Frente Republicana e Socialista | 3 406  | 13,79 / 100,00  | 1,61 |
|                         | Aliança Povo Unido              | 1 481  | 5,99 / 100,00   | 0,25 |
|                         | POUS-PST                        | 258    | 1,04 / 100,00   | -    |
|                         | Outros                          | 669    | 2,71 / 100,00   |      |
| Votos Inválidos         | Votos Inválidos                 | 573    | 2,32 / 100,00   | 0,76 |
| Total                   | Total                           | 24 706 | 100,00 / 100,00 |      |
| Eleitorado/Participação | Eleitorado/Participação         | 28 248 | 87,46 / 100,00  | 2,33 |

### Valença
| Partido                 | Partido                         | Votos  | %               | +/-  |
| ----------------------- | ------------------------------- | ------ | --------------- | ---- |
|                         | Aliança Democrática             | 4 986  | 59,28 / 100,00  | 3,92 |
|                         | Frente Republicana e Socialista | 2 402  | 28,56 / 100,00  | 2,67 |
|                         | Aliança Povo Unido              | 386    | 4,59 / 100,00   | 0,08 |
|                         | POUS-PST                        | 121    | 1,44 / 100,00   | -    |
|                         | Outros                          | 279    | 3,32 / 100,00   |      |
| Votos Inválidos         | Votos Inválidos                 | 237    | 2,82 / 100,00   | 0,92 |
| Total                   | Total                           | 8 411  | 100,00 / 100,00 |      |
| Eleitorado/Participação | Eleitorado/Participação         | 10 314 | 81,55 / 100,00  | 0,56 |

### Viana do Castelo
| Partido                 | Partido                         | Votos  | %               | +/-  |
| ----------------------- | ------------------------------- | ------ | --------------- | ---- |
|                         | Aliança Democrática             | 23 988 | 50,85 / 100,00  | 2,54 |
|                         | Frente Republicana e Socialista | 10 549 | 22,36 / 100,00  | 1,31 |
|                         | Aliança Povo Unido              | 8 913  | 18,89 / 100,00  | 0,52 |
|                         | POUS-PST                        | 649    | 1,38 / 100,00   | -    |
|                         | Partido Trabalhista             | 472    | 1,00 / 100,00   | -    |
|                         | Outros                          | 1 322  | 2,80 / 100,00   |      |
| Votos Inválidos         | Votos Inválidos                 | 1 280  | 2,71 / 100,00   | 0,84 |
| Total                   | Total                           | 47 173 | 100,00 / 100,00 |      |
| Eleitorado/Participação | Eleitorado/Participação         | 54 502 | 86,55 / 100,00  | 1,72 |

### Vila Nova de Cerveira
| Partido                 | Partido                         | Votos | %               | +/-  |
| ----------------------- | ------------------------------- | ----- | --------------- | ---- |
|                         | Aliança Democrática             | 3 232 | 58,01 / 100,00  | 4,35 |
|                         | Frente Republicana e Socialista | 1 571 | 28,20 / 100,00  | 1,64 |
|                         | Aliança Povo Unido              | 323   | 5,80 / 100,00   | 0,32 |
|                         | Partido Trabalhista             | 78    | 1,40 / 100,00   | -    |
|                         | POUS-PST                        | 66    | 1,18 / 100,00   | -    |
|                         | Outros                          | 155   | 2,78 / 100,00   |      |
| Votos Inválidos         | Votos Inválidos                 | 146   | 2,62 / 100,00   | 2,51 |
| Total                   | Total                           | 5 571 | 100,00 / 100,00 |      |
| Eleitorado/Participação | Eleitorado/Participação         | 6 639 | 83,91 / 100,00  | 1,27 |